# Bartow (Niemcy)
Bartow – gmina w Niemczech, w kraju związkowym Meklemburgia-Pomorze Przednie, w powiecie Mecklenburgische Seenplatte, wchodząca w skład Związku Gmin Treptower Tollensewinkel.
Dzielnice (Ortsteil):
- Bartow
- Bittersberg (od 9 czerwca 2024)
- Breest (od 9 czerwca 2024)
- Groß Below
- Klempenow (od 9 czerwca 2024)
- Pritzenow